# Ба Рен
Ба Рен (на френски: Bas-Rhin, „Долен Рейн“) е департамент в източна Франция, регион Гранд Ест. Образуван е през 1790 година от северните части на дотогавашната провинция Елзас. Разположен е между Вогезите и река Рейн и граничи с департамента О Рен на юг, с департаментите Вож, Мьорт и Мьорт е Мозел на запад и с Германия на север и изток. Площта му е 4755 km², а населението – около 1 120 944 души (2016). Административен център е град Страсбург.